# Matthias Versluis
Matthias Versluis (Genolier, 18 luglio 1994) è un danzatore su ghiaccio finlandese. Insieme a Juulia Turkkila  ha vinto la medaglia di bronzo al Campionato europeo nel 2022.

## Palmarès

### Danza su ghiaccio con Turkkila
GP: Grand Prix; CS: Challenger Series; JGP: Junior Grand Prix
| Internazionali                      | Internazionali | Internazionali | Internazionali | Internazionali | Internazionali | Internazionali | Internazionali | Internazionali | Internazionali |
| Evento                              | 2016–17        | 2017–18        | 2018–19        | 2019–20        | 2020–21        | 2021-22        | 2022-23        | 2023-24        | 2024-25        |
| ----------------------------------- | -------------- | -------------- | -------------- | -------------- | -------------- | -------------- | -------------- | -------------- | -------------- |
| Giochi olimpici invernali           |                |                |                |                |                | 15°            |                |                |                |
| Campionati mondiali                 |                |                | 16°            | C              | 21°            | 12°            | 9°             | 10°            | 11°            |
| Campionati europei                  |                |                | 11°            |                | C              | R              | 3°             | 6°             | 4°             |
| GP Cup of China                     |                |                |                |                |                |                |                |                | 5°             |
| GP della Finlandia                  |                |                | 6°             |                |                |                | 3°             | 3°             | 3°             |
| GP Trophée Eric Bompard             |                |                |                |                |                | 7°             | 7°             |                |                |
| GP NHK Trophy                       |                |                |                |                |                |                |                | 4°             |                |
| CS Budapest Trophy                  |                |                |                |                |                |                |                |                | 3°             |
| CS Finlandia Trophy                 |                | 15°            | 6°             | R              |                | 6°             | 3°             | 1°             |                |
| CS Lombardia Trophy                 |                | 10°            | 6°             | R              |                | 6°             |                |                |                |
| CS Nebelhorn Trophy                 |                |                |                |                |                | 1°             |                | 3°             |                |
| CS Ondrej Nepela Trophy             |                |                | 7°             |                |                |                |                |                | 4°             |
| CS Tallinn Trophy                   | 13°            |                |                |                |                |                |                |                |                |
| Universiadi                         | 8°             |                | 4°             |                |                |                |                |                |                |
| Bavarian Open                       | 11°            | 6°             | 3°             |                |                |                |                |                |                |
| Cup of Nice                         |                | 13°            |                |                |                | 1°             | 1°             |                |                |
| Egna Trophy                         |                | 5°             |                | 1°             |                |                |                |                |                |
| Ice Challenge                       |                | 3°             |                |                |                |                |                |                |                |
| Ice Star                            |                |                | 2°             |                |                |                |                |                |                |
| NRW Trophy                          | 6°             |                |                |                |                |                |                |                |                |
| Open d'Andorra                      |                | 5°             |                |                |                |                |                |                |                |
| Road to 26 Trophy                   |                |                |                |                |                |                |                |                | 1°             |
| Swiss Open                          |                |                |                |                |                |                |                | 1°             |                |
| Warsaw Cup                          |                |                | 3°             |                |                |                |                |                |                |
| Nazionali                           |                |                |                |                |                |                |                |                |                |
| Campionati finlandesi               | 2°             | 2°             | 1°             |                | C              | 1°             | 1°             | 1°             | 1°             |
| R = ritirati; C = evento cancellato |                |                |                |                |                |                |                |                |                |

### Individuale maschile
| Internazionali                           | Internazionali | Internazionali | Internazionali | Internazionali | Internazionali | Internazionali | Internazionali | Internazionali | Internazionali | Internazionali |
| Evento                                   | 2006–07        | 2007–08        | 2008–09        | 2009–10        | 2010–11]       | 2011–12        | 2012–13        | 2013–14        | 2014–15        | 2015–16        |
| ---------------------------------------- | -------------- | -------------- | -------------- | -------------- | -------------- | -------------- | -------------- | -------------- | -------------- | -------------- |
| CS Finlandia Trophy                      |                |                |                |                |                |                |                |                |                | 11°            |
| CS Golden Spin                           |                |                |                |                |                |                |                |                |                | 20°            |
| CS Ondrej Nepela Trophy                  |                |                |                |                |                |                |                |                |                | 6°             |
| Challenge Cup                            |                |                |                |                |                |                |                |                | 7°             |                |
| Finlandia Trophy                         |                |                |                |                |                | 14°            | 12°            | 10°            |                |                |
| Golden Bear                              |                |                |                |                |                |                |                |                |                | 1°             |
| Lombardia Trophy                         |                |                |                |                |                |                |                |                |                | 4°             |
| Nordics                                  |                |                |                |                |                | 5°             | 8°             |                |                | 4°             |
| NRW Trophy                               |                |                |                |                |                |                | 23°            | 7°             | 16°            |                |
| Coupe du Printemps                       |                |                |                |                |                |                |                |                | 5°             |                |
| Volvo Open Cup                           |                |                |                |                |                |                |                | 13°            |                |                |
| Internazionali: Junior                   |                |                |                |                |                |                |                |                |                |                |
| Campionati mondiali                      |                |                |                |                |                | 21°            | 19°            |                |                |                |
| JGP Austria                              |                |                |                |                |                |                | 13°            |                |                |                |
| JGP Bielorussia                          |                |                |                |                |                |                |                | 9°             |                |                |
| JGP Repubblica Ceca                      |                |                | 20°            |                |                |                |                |                |                |                |
| JGP Estonia                              |                |                |                |                |                |                |                | 12°            |                |                |
| JGP Germania                             |                |                |                |                |                |                | 11°            |                |                |                |
| JGP Lettonia                             |                |                |                |                |                | 17°            |                |                |                |                |
| JGP Polonia                              |                |                |                |                |                | 9°             |                |                |                |                |
| JGP Gran Bretagna                        |                |                |                |                | 11°            |                |                |                |                |                |
| Challenge Cup                            |                |                | 7°             |                |                |                |                |                |                |                |
| Cup of Nice                              | 14°            |                |                |                |                |                |                |                |                |                |
| Festival olimpico della gioventù europea |                |                |                |                | 4°             |                |                |                |                |                |
| Gardena Spring Trophy                    |                |                |                |                | 5°             |                |                |                |                |                |
| Nordics                                  |                |                | 3°             | 5°             |                |                |                |                |                |                |
| NRW Trophy                               |                |                |                |                | 3°             | 2°             |                |                |                |                |
| Internazionali: Novice                   |                |                |                |                |                |                |                |                |                |                |
| Copenhagen Trophy                        |                | 1°             |                |                |                |                |                |                |                |                |
| Nordics                                  |                | 1°             |                |                |                |                |                |                |                |                |
| Warsaw Cup                               |                | 1°             |                |                |                |                |                |                |                |                |
| Nazionali                                |                |                |                |                |                |                |                |                |                |                |
| Campionati finlandesi                    | 3° J           | 4° J           | 2° J           | 5° J           | 1° J           | 2°             | 2°             | 1°             | 4°             | 3°             |
| J = Junior; R = Ritirato                 |                |                |                |                |                |                |                |                |                |                |